# Charles Bigarne
Charles Bigarne, né à Beaune le 20 octobre 1825 et mort à Chorey-lès-Beaune le 8 octobre 1911, est un historien français impliqué dans les sociétés savantes bourguignonnes.

## Biographie
Charles Bigarne suit des études de droit, devient avoué, mais rêve de voyage. Il s'engage, parcourt la France, écrit, dessine et publie de nombreuses pièces. Il est connu pour avoir recueilli vingt-six chansons qui seront réutilisées par Maurice Emmanuel, parmi lesquelles Le Guignolot de Saint Lazot.
Il est membre des sociétés suivantes :
- membre correspondant du Comité des travaux historiques et scientifiques de 1862 à 1904,
- membre en 1855 de la Société d'histoire et d'archéologie de Beaune, il en devient le secrétaire en 1886, puis le vice-président de 1899 à 1911,
- membre de la Société éduenne des lettres, sciences et arts de 1876 à 1911,
- membre correspondant de la Société nationale des antiquaires de France.

Ses archives sont consultables aux Archives municipales de Beaune.

## Ouvrages
- Matériaux pour servir à l’histoire de la l’abbaye de la Bussière (1874)
- Annales de Vignolles, tome 2 (1876)
- Tombes de l’église Saint-Pierre à Pouilly-en-Auxois : Familles de Comeau, Julien et Margueron, tome 2 (1876)
- Manuscrits de l’Hôtel-Dieu de Beaune, tome 2 (1876)
- La Musique à Notre-Dame de Beaune, tome 3 (1878)
- Tombes et inscriptions de la collégiale de Beaune, tome 4 (1879)
- Le Vignoble de Jeanne de Bourgogne, tome 4 (1879)
- Quelques renseignements sur la vente de la collection Baudot (1883)
- Esquisse historique sur les épidémies et les médecins de Beaune avant 1789 avec Charles Aubertin (1885)
- Patois et locutions du Pays de Beaune. Contes et légendes, chants populaires (paroles et musique) (1891)
- Esquisse historique sur la ville de Beaune, promenades aux environs (1891)